# Centre hospitalier de la Côte Basque
Le centre hospitalier de la Côte Basque est un centre hospitalier français, situé à travers quatre sites principaux sur les communes de Bayonne et Saint-Jean-de-Luz et disposant de sites sur tout le Pays basque français.

## Histoire
Le centre hospitalier de la Côte Basque est issue de la fusion et du rassemblement de trois hôpitaux : 
- l'hôpital de Bayonne (Saint-Léon) ;
- l'hôpital Cam de Prats ;
- l'hôpital de Saint-Jean-de-Luz.

### L’hôpital Saint-Léon
Le XIXe siècle présente une nouvelle étape dans l'histoire hospitalière de la ville, étape qui va s'inscrire physiquement dans l'architecture de la cité avec la création d'un nouvel hôpital.
La nécessité d'un nouvel établissement, moderne et correspondant aux normes et aux besoins de l'époque se fait sentir dès le début du XIXe siècle, une fois terminés les troubles liés à la Révolution et à l'Empire. La maison Dagorette, l'actuel musée Basque, connue déjà sous le nom d'hôpital Saint-Léon devient, en effet, de plus en plus inadapté au fur et à mesure que la fonction hospitalière passe d'une mission d'assistance et de bienfaisance à une mission de soins.
La réalisation de cet hôpital moderne est rendu possible grâce au don de Jacques Lormand, membre d'une grande famille bayonnaise.
Après son installation définitive en 1868 sur le domaine de Tosse, l'hôpital Saint-Léon a connu plusieurs modifications...
À l'origine, l'édifice originel de 1868 compte deux ailes séparées par la chapelle. L'aile droite regroupe le lieu d'hospitalisation des femmes, la salle d'opération, une crèche et un dortoir d'enfants trouvés. L'aile gauche abrite l'administration, les chambres des malades payants, un quartier de contagieux et la salle du Conseil d'Administration. À cette construction d'origine se rajoute au fil du temps de nombreux édifices permettant de répondre aux nouvelles missions qui lui sont affectées.
Le premier plan directeur et le premier programme des besoins (pour 1550 lits) sont établis en 1967, suivis la même année par la restauration du pavillon Lesca. Les services administratifs sont regroupés dans un préfabriqué en 1968, le nouveau bâtiment dit de la clinique médico-chirurgicale voit le jour dans les années 1970, ainsi que les consultations externes, la radio cardio-vasculaire, un service de réanimation de 10 lits  et le groupe électrogène. Entre 1972 et 1973, deux services de médecine et un laboratoire sont créés.
Le deuxième plan directeur est étudié le 25 avril 1974 et va rythmer les évolutions de la décennie :
- 1974 : création du service d'hémodialyse et de la station d'épuration ;
- 1975 : la salle commune est transformée en service de neurochirurgie ;
- 1976 : création d'une unité de pédiatrie et du service de radio-isotopes ;
- 1977 : construction d'une unité de soins normalisée en médecine (USN) à la suite d'une délibération du conseil d'administration du 20 octobre 1970.978 : construction de l'école d'infirmières, déménagement de la cuisine sur le site de Cam de Prats ;
- 1980 : création du SAMU, du plateau technique, d'une USN de chirurgie et aménagement du dispensaire ;
- 1981 : création du service de gynécologie-obstétrique ;
- 1982 : création des services de cardiologie et pneumologie ;
- 1984 : acquisition d'un scanner corps entier, déménagement de la blanchisserie sur le site de Cam de Prats ;
- 1985 : démolition de l'ancienne blanchisserie dans le lieu dit "château de Tosse" (construction d'une nouvelle blanchisserie à Cam de Prats), création d'un Service d'accueil pour les suicidants (SAS), premier du genre en France.

Le troisième schéma directeur et de restructuration est élaboré en 1986, puis adopté en 1987 :
- 1986 : aménagement du service d'hémodialyse
- 1987 : mise en place du service d'hématologie clinique, installation de la Gamma-caméra au laboratoire de radio-isotopes
- 1988 : rénovation du pavillon Lesca pour y installer les services administratifs
- 1989 : construction du hall d'accueil qui relie les trois bâtiments existants (Pédiatrie, USN et bâtiment de briques), installation du nouveau standard téléphonique
- 1991 : installation d'une IRM en association avec le secteur privé
- 1992 : ouverture d'une nouvelle maternité, à côté de la pédiatrie, pour former un bloc mère-enfant

Le quatrième plan directeur est mis en place en 1993, annonçant la restructuration du site avec la construction de 33 000 m² de locaux neufs et la rénovation du bâtiment de briques, et ce jusqu'en 2007 :
- 1997 : mise à disposition d'un parking pour le personnel de l'établissement (travaux débutés en 1996)
- 1998 : installation du Centre de transfusion sanguine
- 2000 : construction d'un nouveau bâtiment abritant les urgences, l'IRM, le scanner et le service de radiologie
- 2003 : début de l'opération "Hôpital neuf": démolition du hall d'accueil
- 2004-05 : agrandissement et modernisation de la maternité

La décision de rénover le Centre Hospitalier sur place et non pas de construire un hôpital neuf totalement excentré, est portée par l'histoire de Bayonne et de son agglomération.

### L’hôpital Cam de Prats
En 1834, le maire de la ville de Bayonne, voulant éteindre une mendicité devenue insupportable, eut la pensée de provoquer la fondation d'une société. Il convoqua un bon nombre d'habitants notables et l'assemblée nomma une commission qui fut chargée de recueillir des souscriptions dans tous les quartiers de la ville, de rédiger un projet de statuts pour la société à créer et de constituer un établissement destiné à l'extinction de la mendicité.
Le conseil municipal approuva cette donation par sa délibération du 8 du même mois. Ainsi naquit l'hospice de Cam de Prats, rattaché le 1er janvier 1888 à l'hôpital Saint-Léon.
En 1965, la maison de retraite Bichta Eder voit le jour sur le site de Cam de Prats, permettant d'accueillir des personnes âgées valides.
En 1972, alors que tous les patients de la Côte Basque relevant d'une pathologie psychiatrique étaient auparavant hospitalisés au centre hospitalier spécialisé de Pau, l'ancien sanatorium de Larressore est choisi pour abriter un service de psychiatrie capable de prendre en charge les patients de la Côte Basque. En 1975, Bellevue (bâtiment du site de Cam de Prats) accueille à son tour une partie de ces patients. Dans le même temps une unité pour personnes âgées non valides est construite : l'Arrayade.
En 1995, l'ensemble des services de psychiatrie de Larressorre déménagent sur le site de Cam de Prats. Ce déménagement a nécessité la rénovation et l'agrandissement du bâtiment de Bellevue, et dans le même temps, la démolition de l'ancien hospice de Cam de Prats. Rapprocher les services de psychiatrie de la cité et des réseaux (sociaux, culturels, économiques, sportifs...) ainsi que de l'hôpital et des services de consultations et d'urgence, ne pouvait que favoriser l'intégration des malades dans la société. Ainsi, sont regroupées sur trois étages six unités d'hospitalisation psychiatriques à temps complet, soit un total de 120 lits, auxquels s'ajoutent les 7 CMP et 3 CATTP répartis sur la zone d'action géographique du centre hospitalier.
Cette restructuration a également permis la construction de Goxoki, autre unité pour personnes âgées dépendantes en complément de l'Arrayade, dont le projet avait vu le jour en 1988 avec le troisième plan directeur.
Aujourd'hui, les services de gériatrie de l'hôpital de Cam de Prats peuvent ainsi accueillir 258 personnes âgées grâce à quatre structures (Bichta Eder, l'Arrayade, les maisons de l'Arrayade et Goxoki).

### L’hôpital de Saint-Jean-de-Luz
Refuge, hospice, hôpital local puis enfin Centre Hospitalier Intercommunal, l'hôpital de Saint-Jean-de-Luz a connu bien des mutations... Sur la route de Saint-Jacques-de-Compostelle, "l'hôpital" de Saint-Jean-de-Luz accueillait les pèlerins, les paysans et matelots des navires naufragés. Construit à l'embouchure de la Nivelle, puis au XVIIe siècle près de l'ancien jeu de paume, au-delà de la rue Sopite, il a longtemps été administré par des religieuses.
- 1966 : hôpital rural

La construction de "l'ancien hôpital" remonte au début du XXe siècle. Dans les années 1960, les sœurs quittent l'hôpital-hospice qui se modernise. Désormais, une structure administrative se met en place- des personnels nouveaux sont recrutés. L'hospice est classé hôpital rural. Et nous arrivons très vite à l'essor des années 1970-1980 :
- 1970 : construction de la maison de retraite Udazkena, d'une capacité de 69 lits, qui reçoit des personnes âgées de plus de 60 ans valides et semi-valides ;
- 1976: construction de Trikaldi (qui comprend 76 lits pour personnes âgées dépendantes et une unité de moyen séjour pouvant accueillir 38 personnes âgées, à la suite d'un séjour hospitalier, après une intervention ou un accident) et de l'unité de soins actifs (USA) ;
- 1976 : hôpital local.

De rural, il devient "hôpital local". Sur le plan pratique, les médecins luziens hospitalisent leurs malades et les soignent eux-mêmes. Sur le plan administratif et financier, la sécurité sociale prend en charge l'hospitalisation sur le mode « tarif à l'acte ». Cette formule s'est avérée rapidement coûteuse pour l'Assurance Maladie qui préféra le rattachement à un centre hospitalier afin de garder un équilibre raisonnable entre le service rendu à la collectivité et son poids financier.
- 1979 : centre hospitalier intercommunal

En 1979, l'hôpital local de Saint-Jean-de-Luz est rattaché au centre hospitalier intercommunal de la Côte Basque permettant la mise en commun complète des structures médicales et techniques ainsi que la gestion administrative et financière unique entre associés en totale complémentarité.
En 1994, un bassin de balnéothérapie est installé au service de rééducation fonctionnelle.
- 1999 : création du patio d'Udazkena, unité d'accueil pour personnes âgées désorientées ;
- 2000 : déménagement de la maternité sur le site de Saint-Léon, ouverture du centre périnatal de proximité pour le suivi des femmes enceintes pendant les mois des grossesses et après l'accouchement.

Aujourd'hui, l'hôpital de Saint-Jean-de-Luz regroupe deux grands pôles : les unités de soins (avec une unité de médecine de 30 lits, une unité de réadaptation neurologique, un centre périnatal de proximité, un centre de planification et des consultations) et les services de personnes âgées : Udazena et Trikaldi (194 lits).

### Clinique Sokorri Saint Palais
La clinique privée Sokorri à St Palais  a été transformée en Centre Hospitalier public qui a pris le nom de Centre Hospitalier de Saint Palais depuis 2013 . Ce Centre Hospitalier est autonome mais en Direction commune avec le Centre Hospitalier de la Côte Basque .

## Chiffres clés
Le centre hospitalier possède plus de 1 200 places à travers ces établissements et emploie près de 3 000 personnes de la fonction publique hospitalière en 2011.
Il s'agit d'un centre hospitalier de catégorie 3.